# ZAM-21
ZAM-21 (Alfa) — польский экспериментальный транзисторный компьютер Института математических машин, производившийся в 1961—1964 годах на заводе Elwro параллельно с ZAM-3. Использовался для вычислений и обработки данных. Всего выпущено три экземпляра. Один из таких находится в Музее техники в Варшаве.

## Технические характеристики[1]
- Семейство: ZAM
- Транзисторный компьютер[англ.] второго поколения на отборных германиевых сплавных плоскостных транзисторах[англ.] (производство фабрики Tewa[пол.], сборки типа S-400[пол.])
- Двоичная система исчисления, форма записи — прямой код
- Машинное слово: 24 бит[пол.]
- Более 30 тысяч операций/сек.
- Цикл обращения к памяти: 10 мкс
- Компьютерная память:
  - на ферритовых сердечниках диаметром 2 мм
  - длина команды: 24 бит плюс бит чётности
  - объём: от 4 до 8 килослов

### Устройства ввода и вывода
- Телетайп
- Пятиканальное устройство чтения с ленты
- Пятиканальное устройство записи на ленту
- Устройство чтения перфокарт фирмы ELLIO
- Строчный принтер[англ.] DW-1 / DW-2

### Постоянная память
- Магнитные ленты PT-2[пол.]
- Магнитный барабан PB-5, объём 32 килослова